# Kovács Klaudia (labdarúgó)
Kovács Klaudia (Kiskunfélegyháza, 1990. november 17. –) válogatott magyar labdarúgó, kapus.

## Pályafutása

### Klubcsapatban
2005-ben a Kiskunfélegyházi Honvéd csapatában kezdte a labdarúgást. Két idény után, 2007-ben a Kecskeméti NLSE együtteséhez igazolt. 2009-ben mutatkozott be az élvonalban, mikor az újonc Taksony SE labdarúgója lett. A 2010–11-es idényben tagja volt a bronzérmes csapatnak. 2011 nyarától az újonnan alakult Astra Hungary FC csapatának a játékosa volt.

### A válogatottban
2009 és 2013 között hét alkalommal szerepelt a válogatottban.

## Sikerei, díjai
- Magyar bajnokság
  - 2.: 2012–13
  - 3.: 2010–11, 2011–12
- Magyar kupa
  - győztes: 2012
  - döntős: 2013

## Statisztika

### Mérkőzései a válogatottban
| Magyarország | Magyarország        | Magyarország                    | Magyarország | Magyarország | Magyarország | Magyarország | Magyarország | Magyarország |
| #            | Dátum               | Helyszín                        | Hazai        | Eredmény     | Vendég       | Kiírás       | Gólok        | Esemény      |
| ------------ | ------------------- | ------------------------------- | ------------ | ------------ | ------------ | ------------ | ------------ | ------------ |
| 1.           | 2009. szeptember 2. | Hajdújárás                      | Szerbia      | 1 – 8        | Magyarország | barátságos   | -            | 78'          |
| 2.           | 2010. március 11.   | Szenc                           | Szlovákia    | 1 – 1        | Magyarország | barátságos   | -            | 88'          |
| 3.           | 2010. november 28.  | Lanžhot                         | Csehország   | 1 – 2        | Magyarország | barátságos   | -            | 46'          |
| 4.           | 2011. május 17.     | Zalaegerszeg, Andráshidai pálya | Magyarország | 1 – 0        | Horvátország | barátságos   | -            |              |
| 5.           | 2013. március 13.   | Parchal (POR)                   | Magyarország | 1 – 4        | Izland       | Algarve-kupa | -            | 82'          |
| 6.           | 2013. szeptember 5. | Gyula                           | Magyarország | 5 – 1        | Románia      | barátságos   | -            | 77'          |
| 7.           | 2014. augusztus 5.  | Balatonfüred                    | Magyarország | 3 – 1        | Horvátország | Balaton-kupa | -            |              |
|              | Összesen            |                                 |              | 7            | mérkőzés     |              | 0            | gól          |